# Mary Frank
Mary Frank (geb. Mary Lockspeiser; * 4. Februar 1933 in London) ist eine US-amerikanische Malerin und Bildhauerin englischer Herkunft.
Die Tochter der aus den USA stammenden Malerin Eleanore Lockspeiser und des englischen Musikwissenschaftlers Edward Lockspeiser lebte bis zum Ausbruch des Zweiten Weltkrieges in London. Sie besuchte dann verschiedene Schulen auf dem Lande und zog, nachdem das Wohnhaus ihrer Eltern in London bei einer Bombardierung zerstört worden war, mit ihrer Mutter zu deren Eltern nach New York.
Von 1945 bis 1950 studierte sie modernen Tanz bei Martha Graham, daneben besuchte sie ab 1947 die High School for Music and Art in Manhattan und von 1949 bis 1950 die Professional Children’s School. 1950 begann sie Holzschnitzerei bei Alfred van Loen und Malen bei Max Beckmann an der American Art School zu studieren. Zwischen 1951 und 1954 besuchte sie Abendkurse für Malerei bei Hans Hofmann. Im Jahr 1950 heiratete sie den Schweizer Fotografen Robert Frank. Die Ehe, aus der zwei Kinder hervorgingen, wurde 1969 geschieden. Die gemeinsame Tochter kam 1974 zwanzigjährig bei einem Flugzeugabsturz ums Leben, ihr Sohn starb 1994 am Hodgkin-Lymphom.
Ihre erste Ausstellung als Bildhauerin hatte Frank 1958. Seit 1968 arbeitete sie mit der Zabriskie Gallery zusammen, wobei sie sich unter dem Eindruck der Skulpturen und Keramiken von Margaret Ponce Israel vor allem der Arbeit mit Lehm zuwandte. In den 1970er Jahren war sie mit Keramiken wie Head with Ferns (1975) und Head with Petals (1976) vor allem als Bildhauerin anerkannt, arbeitete aber auch als Zeichnerin, Grafikerin und Illustratorin.
Seit den 1980er Jahren wurde die Malerei zu ihrem wichtigsten Medium. Für ihre Werke wurde sie vielfach ausgezeichnet. Nach zwei Guggenheim-Stipendien (1973 und 1983) erhielt sie 1993 den Lee Krasner Award der Pollock-Krasner Foundation und 1995 den Joan Mitchell Grant Award. 1984 wurde sie in die American Academy of Arts and Letters gewählt. das Neuberger Museum of Art der State University of New York widmete ihr zwei Retrospektiven: Mary Frank: Sculpture/Drawings/Prints (1978) und Mary Frank: Encounters (2000). eine weitere Retrospektive fand 1988 im DeCordova Museum in Lincoln, Massachusetts statt (Natural Histories: Mary Frank’s Sculpture, Prints, and Drawings). Ihre Werke finden sich u. a. in den Sammlungen des  Metropolitan Museum, des Smithsonian American Art Museum, der Kongressbibliothek, des Art Institute of Chicago, der Yale University Art Gallery, des Museum of Fine Arts, Boston, der Fine Arts Museums of San Francisco und des Jewish Museum.